# アイリス・ヤマシタ
アイリス・ヤマシタはアメリカ合衆国の脚本家。

## 人物
戦後に米国へ移住した父母を持つ日系アメリカ人2世。女性。
映画脚本デビュー作である、クリント・イーストウッド監督の『硫黄島からの手紙』でアカデミー脚本賞にノミネートされる。
日本語も話せるが、本人曰く日本語のレベルは小学校3年生程度とのこと。『硫黄島からの手紙』の脚本も英語で書かれたものを日本人の翻訳家が翻訳したものが用いられた。